# Hallasjön (Lidhults socken, Småland)
Hallasjön är en sjö i Ljungby kommun i Småland och ingår i Lagans huvudavrinningsområde. Sjön har en area på 0,0856 kvadratkilometer och ligger 167 meter över havet. Sjön avvattnas av vattendraget Björkönaå (Risabäcken).

## Delavrinningsområde
Hallasjön ingår i det delavrinningsområde (630837-135589) som SMHI kallar för Utloppet av Nejsjön. Medelhöjden är 167 meter över havet och ytan är 16,14 kvadratkilometer. Det finns inga avrinningsområden uppströms utan avrinningsområdet är högsta punkten. Björkönaå (Risabäcken) som avvattnar avrinningsområdet har biflödesordning 4, vilket innebär att vattnet flödar genom totalt 4 vattendrag innan det når havet efter 143 kilometer. Avrinningsområdet består mestadels av skog (68 procent). Avrinningsområdet har 2,77 kvadratkilometer vattenytor vilket ger det en sjöprocent på 17,1 procent.